# Komarowo (hromada Ratno)
Komarowo (ukr. Комарове) – wieś na Ukrainie w rejonie kowelskim, w obwodzie wołyńskim, położona nad rzeką Prypeć, założona w 1834 roku. W II Rzeczypospolitej miejscowość wchodziła w skład gminy wiejskiej Górniki w powiecie kowelskim województwa wołyńskiego. W niewielkiej odległości na północ od wsi znajduje się wzniesienie Góra Szubienica (168 m n.p.m.).
Do 2020 w rejonie ratnieńskim.